# Musée d'Art Rio Grande do Sul Ado Malagoli
Le musée d'Art Rio Grande do Sul Ado Malagoli (en portugais : Museu de Arte do Rio Grande do Sul Ado Malagoli, ou MARGS) est un musée d'art brésilien situé à Porto Alegre, capitale de l'État du Rio Grande do Sul, qui appartient au gouvernement de l'État. Il est situé sur la Praça da Alfândega, dans le centre historique de la ville.
Créé par le gouvernement de Rio Grande do Sul en 1954, sous la direction du peintre, professeur, restaurateur et muséologue Ado Malagoli (pt), il a rapidement rassemblé une collection expressive et assumé un rôle de premier plan dans la scène artistique du sud, étant l'un des responsables de la consécration définitive du modernisme parmi les gauchos. Depuis lors, le MARGS a amélioré ses fonctions et affirmé sa position dans le panorama muséologique brésilien en tant que plus grande et plus importante collection publique d'art gaucho, en montant des expositions d'artistes locaux et nationaux renommés et en recevant d'importantes expositions de l'étranger, mais sa trajectoire est marquée par de graves crises périodiques et de nombreuses controverses.

## Collections
Peu après la création du MARGS, en 1954, et grâce au soutien financier et institutionnel du gouvernement de l'État, Ado Malagoli (pt) s'est efforcé de doter le musée d'un premier noyau d'œuvres de qualité. Comme les différents organes d'État possédaient à l'époque des pièces importantes, une partie de cette collection a été incorporée au MARGS. De la Bibliothèque publique est venu un petit lot qui comprenait des œuvres de Pedro Weingärtner, Ângelo Guido et Leopoldo Gotuzzo (pt), et le palais Piratini lui-même en a prêté un autre, qui comprenait peut-être l'œuvre individuelle la plus importante de MARGS, la grande Composição de Di Cavalcanti, représentant la scène de la Déploration du Christ,.
Avec les fonds dont il disposait, Malagoli a pu choisir et acheter avec soin un certain nombre d'autres articles. La première pièce acquise a été le modèle du Gaúcho que Vasco Prado (pt) a réalisé pour le concours pour un monument public où Antônio Caringi a gagné, avec sa désormais célèbre statue du Laçador (pt). Plus tard, à São Paulo, il a acquis une collection comprenant Dama de branco, d'Arthur Timótheo da Costa, aujourd'hui l'une des œuvres les plus appréciées des visiteurs, ainsi que des pièces de Henrique Bernardelli, Candido Portinari, Pedro Alexandrino Borges (pt), Eliseu Visconti et d'autres icônes de la peinture brésilienne. Il a également géré les meilleures pièces de peinture étrangère du MARGS à ce jour, telles que Jeune fille de Joseph Bail, La Crèche de Jean Geoffroy, et Danse sur le Pont l'Abbé de Lucien Simon.

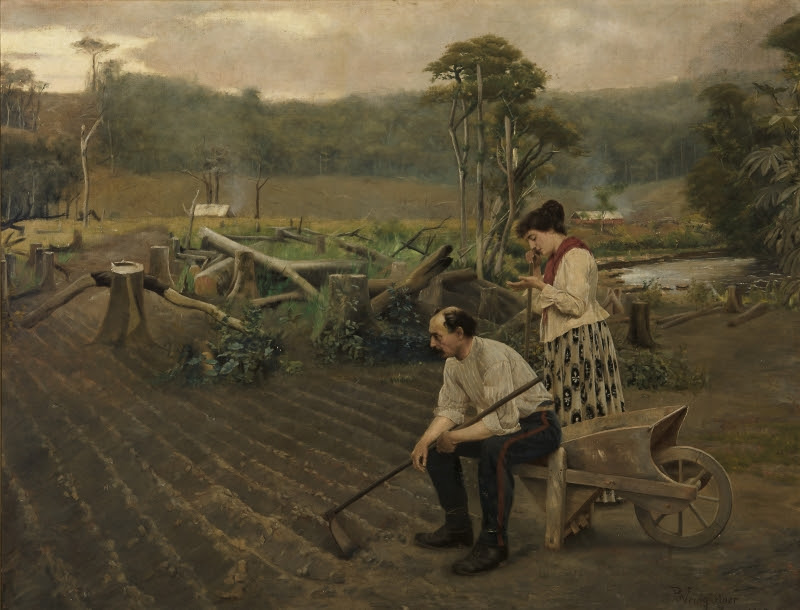
Tempora mutantur, de Pedro Weingärtner (1889).
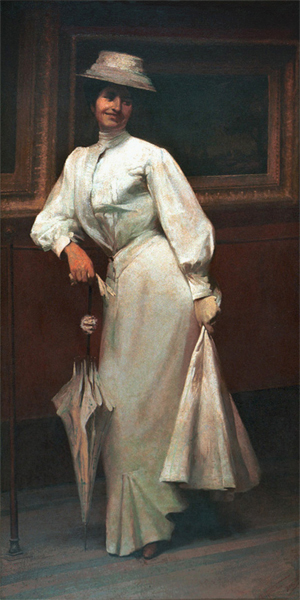
A dama de branco, d'Arthur Timótheo da Costa (1906).
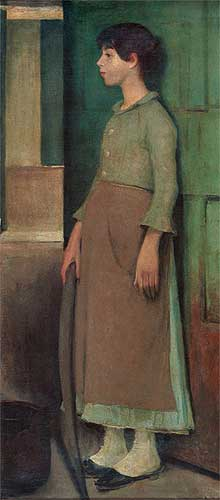
Jeune fille, de Joseph Bail (1896).
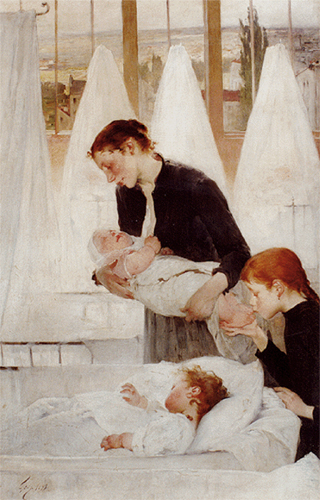
La Crèche (1899).
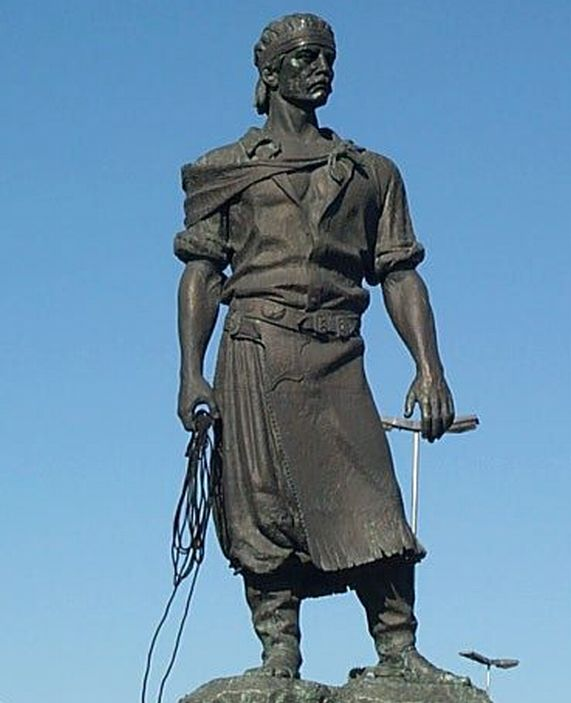
Statue du Laçador (pt), d'Antônio Caringi (c. 1958).

Après le départ de Malagoli, la subvention officielle pour les acquisitions a diminué de façon drastique, jusqu'à cesser presque complètement, et la collection des MARGS a commencé à s'accroître pratiquement uniquement grâce aux dons. Une fois l'élan initial passé, une phase de quasi-stagnation s'ensuivit, et dans l'ensemble des années 1960, seules environ 70 nouvelles œuvres entrèrent dans la collection.
La situation allait changer radicalement au milieu de la décennie suivante, lorsque des centaines de dons ont été acceptés de manière tout à fait explosive et sans discernement en quelques années. Une appréciation rétrospective fait ressortir des incohérences dans l'ensemble du grand groupe d'œuvres entrées à cette époque jusqu'au milieu des années 80, avec une sensible diminution de la qualité globale par rapport à la phase inaugurale, l'un des problèmes les plus courants et aussi les plus graves auxquels est confrontée toute collection qui s'agrandit par réception passive et qui ne recherche pas activement les œuvres dont elle a besoin. Cependant, il convient de souligner quelques très bonnes pièces qui ont été données à la collection dans cet intervalle, comme Retrato de Dona Maria de Lourdes Pires da Rocha, de Alberto da Veiga Guignard (pt), Nu com luva de João Fahrion, Canção do cerrado de Concessa Colaço (d), Epidermic scapes de Vera Chaves Barcellos (pt) et Mãe carinhosa de Vasco Prado. Parmi les acquisitions notables, citons une toile de Manabu Mabe, une autre de Jacintho Moraes (pt) et l'Anastácio, une sculpture de « Guma », et quelques autres pièces. Et du palais Piratini, lors d'une deuxième série de transferts, a été envoyée la Tempora mutantur de Pedro Weingärtner, l'une de ses œuvres les plus marquantes et peut-être la meilleure peinture gaucha que possède le MARGS,.
Dans les années 1980, la séquence des nombreuses donations se poursuit, bien qu'à un rythme plus judicieux, apportant un bon nombre d'œuvres de valeur, et certaines initiatives des responsables de l'époque méritent d'être rappelées, comme le Projet de relecture, dédié aux interprétations libres d'œuvres de la collection par des artistes invités, qui a donné lieu à des pièces très intéressantes, comme la peinture de Karin Lambrecht (pt) basée sur La Crèche de Geoffroy. Et dans le sillage du Salão Caminhos do Desenho Brasileiro, qui a marqué une époque dans la ville, il y a eu de nombreuses autres œuvres de grande qualité, comme celles d'Esther Grinspum (d), Victor Arruda (pt), Isaura Pena (d), Mônica Sartori (d), Darel Valença Lins (pt) et plusieurs autres. C'est également dans les années 1980 qu'a été lancé le premier projet d'étude académique et de catégorisation de la collection, dirigé par la chercheuse Icleia Borsa Cattani : le projet « Analyse formelle de la collection », malheureusement interrompu avant son terme,.

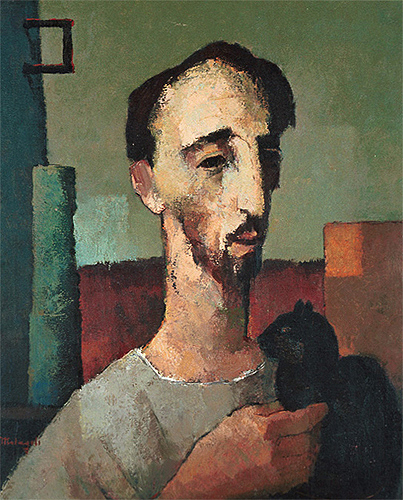
O gato preto, d'Ado Malagoli (pt) (1954).
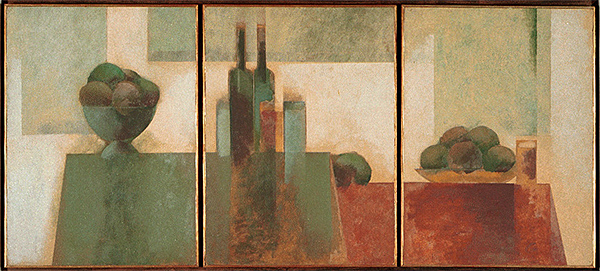
Natureza morta (triptyque), de Carlos Scliar (pt) (1960).
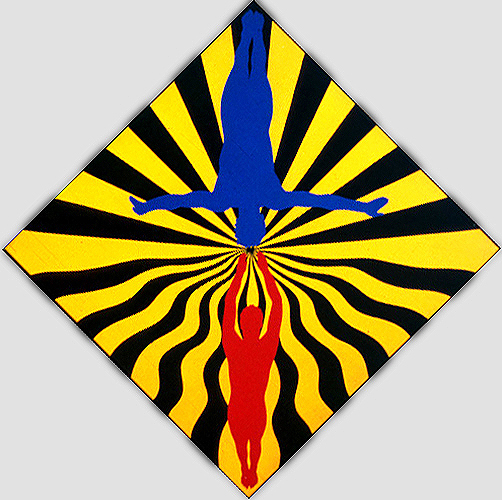
Quasi contacto, de Milton Kurtz (pt) (1989).

Dans les années 1990, AAMARGS (l'Association des Amis du MARGS) a fait don d'un petit groupe d'œuvres très expressives, dont des pièces de Milton Kurtz (pt), Mário Röhnelt (pt), Carlos Carrion de Britto Velho (pt) et d'autres gaúchos bien connus, et des artistes comme Iberê Camargo, Carlos Scliar (pt), Anico Herskovits (d) et Maria Tomaselli (pt) ont donné à MARGS un grand nombre de leurs œuvres. Bien que plusieurs pièces d'excellente qualité aient enrichi de manière significative la collection du musée, même à cette époque, les preuves indiquent qu'il n'y avait toujours pas de politique de collection définie, et que les nouveaux ajouts continuaient à se faire sans direction cohérente. À la fin de la décennie, les critères sont devenus plus rigoureux grâce à la participation plus efficace d'un Conseil consultatif formé de professeurs, d'artistes et de critiques, et il est devenu de plus en plus évident et urgent de clarifier une fois pour toutes quel type de musée était le MARGS et ce qu'il devait devenir, en orientant les efforts d'expansion dans une ligne logique, avec une vision projective à long terme qui survivrait au changement périodique d'administrateurs, et en cherchant à rendre le corpus d'œuvres de plus en plus organique, équilibré et cohérent,.
À la suite de ce premier effort d'autodéfinition et d'amélioration sur une base plus scientifique, entre 2001 et 2002, la collection du MARGS a connu un autre grand moment d'expansion, lorsque certaines entreprises dédiées au mécénat ont financé le projet d'acquisition, spécifiquement conçu pour combler les lacunes de la section des fondateurs de l'art Gaucho. Parmi les auteurs acquis, qui n'existaient pas auparavant dans la collection ou qui n'étaient représentés que par de petites pièces, figurent Guilherme Litran (pt), Luís Maristany de Trias (pt), Gustav Epstein (d), Augusto Luis de Freitas (pt) et Antonio Caringi. Ces dernières années, certains collectionneurs privés, institutions et artistes ont également donné d'excellentes collections d'œuvres de Yolanda Mohalyi (pt), Francisco Stockinger, Vasco Prado, Joseph Franz Seraph Lutzenberger (pt), Angelina Agostini et Carlos Alberto Petrucci (pt), sans compter d'autres pièces isolées de grande qualité.
Aujourd'hui, la collection du MARGS compte plus de 2 650 œuvres tumulaires, avec une prédominance de l'art gaucho de la seconde moitié du XXe siècle, bien que l'art national et international soit également présent. La réserve technique, où sont déposées les œuvres lorsqu'elles ne sont pas exposées, est installée dans l'ancienne voûte du poste de police fiscale, qui a été adaptée à la conservation de collections mixtes, disposant d'un contrôle environnemental constant et d'autres équipements.

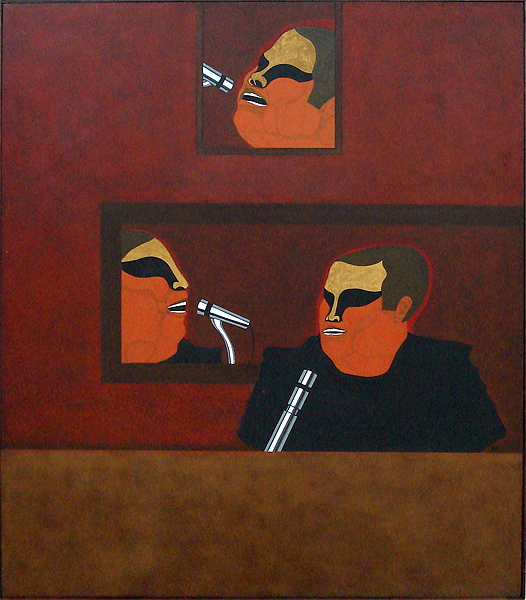
Pintura n°2, de Carlos Carrion de Britto Velho (pt) (1977).
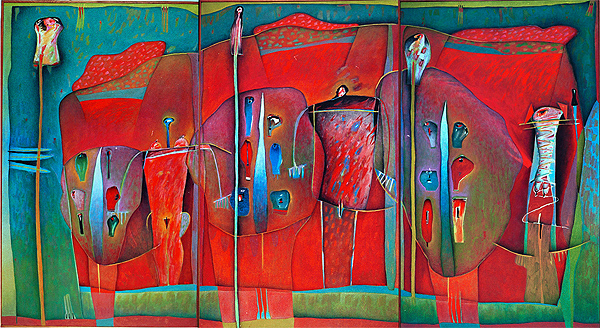
Três Semanas, de Maria Tomaselli (pt) (1993).
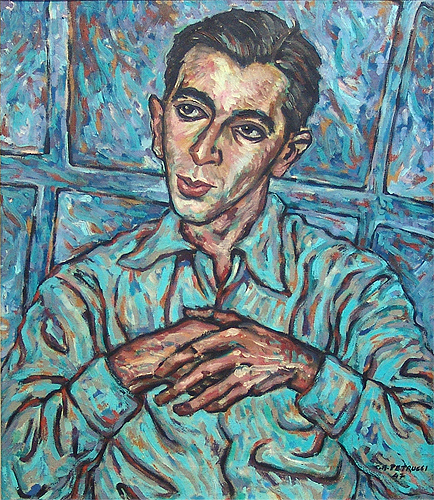
Retrato de José Lewgoy, de Carlos Alberto Petrucci (pt) (1947).
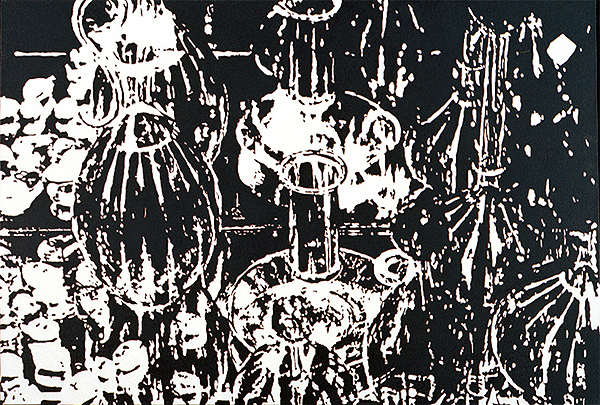
Sans titre, de Mário Röhnelt (pt) (1950).

### Œuvres sur papier
La majeure partie de la collection MARGS est constituée d'œuvres dont le support est le papier, et parmi celles-ci, la plupart sont des estampes, qui couvrent pratiquement toute l'histoire des arts graphiques dans l'État. Les œuvres des années 1950 des membres du groupe Bagé (pt) et du Club de gravure de Porto Alegre (pt) sont d'une importance supérieure. Elles ont révolutionné l'art graphique de Rio Grande do Sul avec leurs thèmes engagés sur le plan social et régional, présentés dans un figurativisme expressif, avec une technique exquise et souvent un grand pathos, créant une véritable école. Ont participé à ce mouvement Vasco Prado, Glênio Bianchetti (pt), Danúbio Gonçalves (pt) et quelques autres, tous bien représentés. Les vastes collections de gravures de Francisco Stockinger, Carlos Scliar, Iberê Camargo et Maria Tomaselli Cirne Lima sont également remarquables. D'autres noms importants sont Henrique Fuhro (pt), Maria Lucia Cattani (pt), Maristela Salvatori (pt), Anico Herskovits et Armando Almeida (d).
La collection comprend également une excellente collection d'œuvres contemporaines brésiliennes, avec des pièces de Gilvan Samico, Renina Katz (pt), Maciej Babiński (pl), Arthur Luiz Piza, Fayga Ostrower (pt), Marcello Grassmann (pt), Oswaldo Goeldi et de nombreux autres maîtres, ainsi que quelques beaux spécimens étrangers, dont des pièces de Renoir, Manet et Millet, et un bon ensemble de gravures du Club de gravure de Montevideo.
D'autres techniques utilisant le papier comme support sont également représentées, telles que l'aquarelle, la gouache, où il convient de mentionner tout particulièrement la très nombreuse et fascinante collection de pièces d'Ernest Zeuner, et le dessin, où là encore la collection est très importante, et porte notamment, mais pas exclusivement, sur le papier, la production locale contemporaine, notamment Carlos Pasquetti (d), José Lutzenberger, Alfredo Nicolaiewsky (pt), Mário Röhnelt, Edgar Koetz et à nouveau Iberê Camargo, ainsi que plusieurs autres noms nationaux tels que Yolanda Mohalyi, Esther Grinspum, Darel Valença Lins et Angelina Agostini.

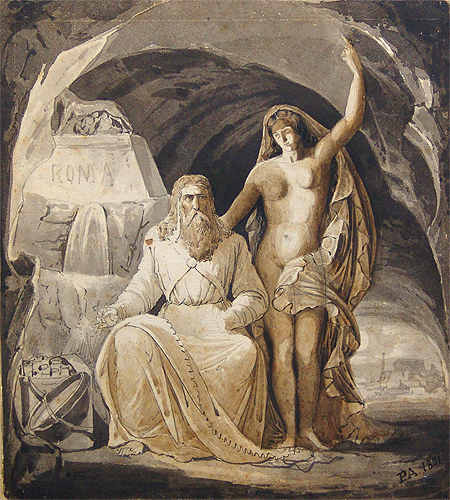
Estudo para painel decorativo, aquarelle et encre, de Manuel de Araújo Porto-Alegre (1851).
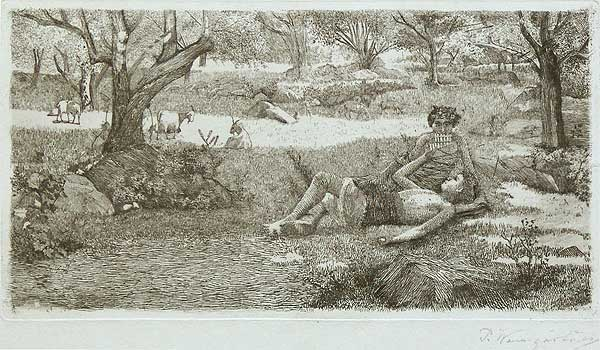
Cena antiga, gravure sur métal, de Pedro Weingärtner (n. d.)

### Tableaux
La section des peintures est la deuxième en nombre d'œuvres, mais elle est égale à la collection de papier en importance. Il privilégie le groupe des précurseurs de cette technique dans le Rio Grande do Sul, depuis sa première maturation importante chez Pedro Weingärtner, y compris la première et la deuxième génération de maîtres qui ont enseigné à l'Institut des arts de l'Université fédérale du Rio Grande do Sul (pt), comme Oscar Boeira (pt), Ângelo Guido, João Fahrion, Libindo Ferrás, Luís Maristany de Trias (pt), Francis Pelichek et Ado Malagoli (pt), sans oublier Leopoldo Gotuzzo (pt), Joel Amaral, Gastão Hofstetter (pt) et d'autres indépendants qui ont contribué au développement de la peinture locale. On arrive enfin à la production gaucha contemporaine, où se distinguent des noms comme Iberê Camargo, Karin Lambrecht (pt), Alfredo Nicolaiewsky (pt), Milton Kurtz (pt), Alice Brueggemann, Carlos Alberto Petrucci (pt) et Mário Röhnelt (pt).
Les peintres brésiliens, un noyau plus restreint mais attrayant, comprennent Lasar Segall, Di Cavalcanti, Candido Portinari, Eliseu Visconti, Arthur Timótheo da Costa, Henrique Bernardelli, Antônio Parreiras et Alberto da Veiga Guignard (pt).
La section de peinture étrangère est petite mais intéressante, avec des noms européens du tournant du XIXe siècle et du XXe siècle, comme Luigi Napoleone Grady (d), Jules Geoffroy, Rosa Bonheur, Joseph Bail et Franz von Lenbach, et des Latino-américains contemporains comme Juan Ventayol (es) et Carlos Páez Vilaró.

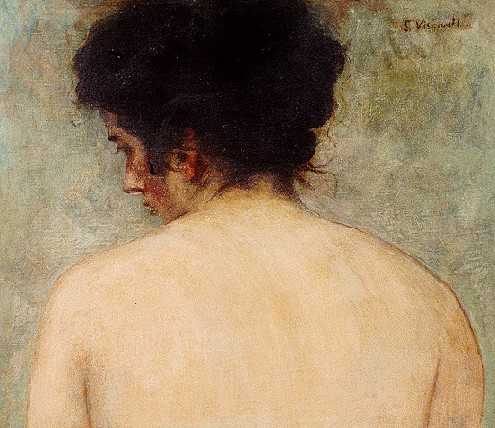
Dorso mulher, d'Eliseu Visconti (c. 1895).
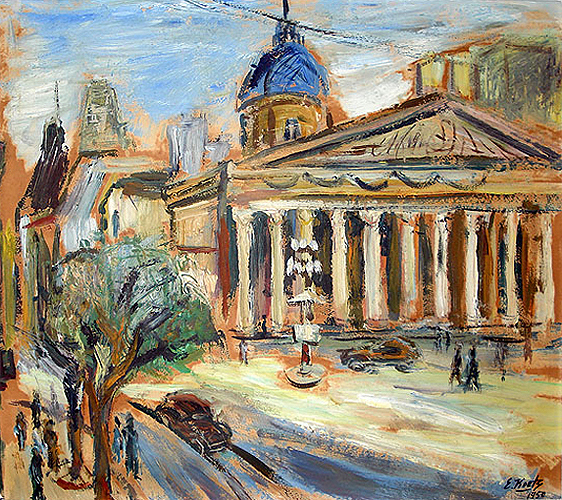
Catedra, d'Edgar Koetz (1950).
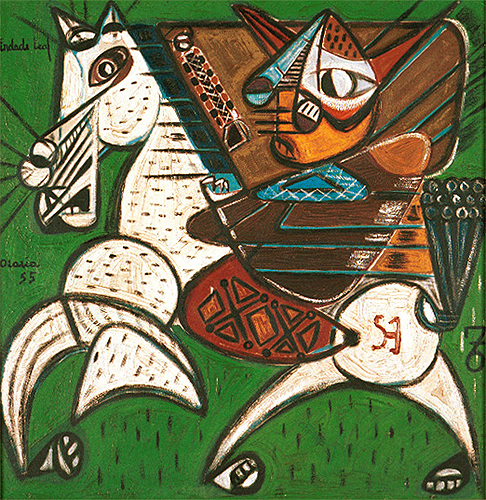
Ginete, de Geraldo Trindade Leal (d) (1950).

### Sculptures et installations

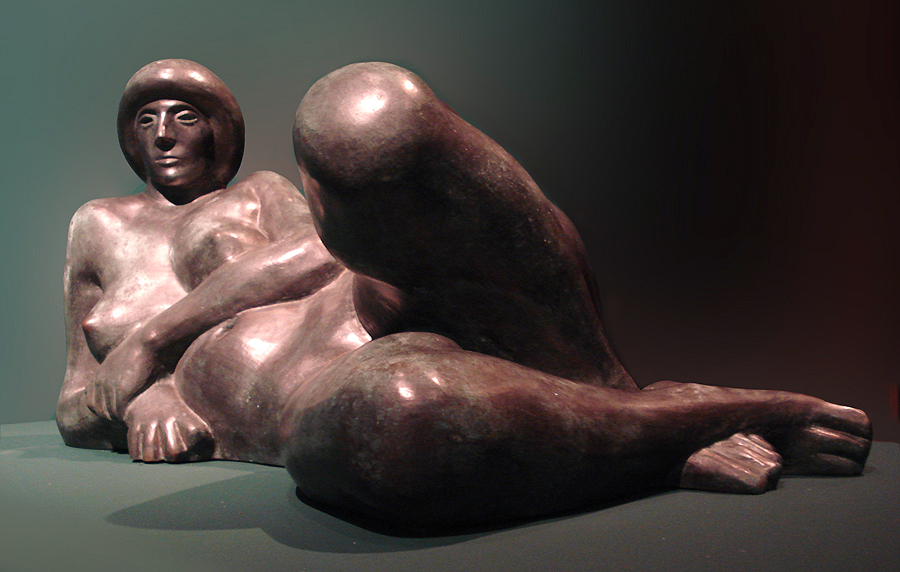
Modelo em repouso, de Vasco Prado (1988).

La section de sculpture est également modeste, mais elle compte quelques belles productions en bronze, bois et marbre de Vasco Prado (pt), Gumercindo Pacheco (d), Sonia Ebling, Francisco Stockinger, Antônio Caringi, Carlos Tenius (pt), Girolamo Pilotto (d), Mauro Fuke (d) et Rodolfo Bernardelli, et des pièces en céramique de Marlies Ritter (d), Nélide Bertolucci (d), Alice Yamamura (pt), Eduardo Cruz et Wilbur Olmedo (d), entre autres.
On peut également inclure dans cette section les installations contemporaines, avec peu de pièces, mais illustrant la production de Regina Silveira, Romanita Disconzi (pt) et Carlos Asp (d), par exemple, et d'autres catégorisées comme objets, dont les œuvres de Waltércio Caldas (pt) et Avatar Moraes (pt) sont intéressantes.